# Gare de Fumay
Gare de Fumay vasútállomás Franciaországban, Fumay településen.

## Vasútvonalak
Az állomást az alábbi vasútvonalak érintik:
- Soissons-Givet-vasútvonal

## Kapcsolódó állomások
A vasútállomáshoz az alábbi állomások vannak a legközelebb:
- Gare de Revin
- Gare d’Haybes